# Laplacette
Laplacette es una localidad del norte de la provincia de Buenos Aires situada en el partido de Junín, Argentina.

## Población
Cuenta con 22 habitantes (Indec, 2010), lo que representa un descenso del 76% frente a los 93 habitantes (Indec, 2001) del censo anterior.
| Gráfica de evolución demográfica de Laplacette entre 1991 y 2010 |
|                                                                  |
| Fuente: Censos nacionales del INDEC                              |

## Historia
La localidad de Laplacette tuvo su origen dentro del proceso de transformación de La Pampa y del país para adaptarse a las necesidades del mercado internacional de finales del siglo XIX y principios del XX.
Enrique Laplacette llegó al país como parte de la inmigración francesa en 1859, de importante influencia en esta zona. Casado con Margarita Safontás y Haspe, tuvo seis hijos. Compró un campo en San Antonio de Areco y otro en condominio con Couget, ubicado al oeste de Junín (actual Cuarteles XI). La propiedad comprada con Couget fue subdividida en dos estancias: "La Margarita" con 7.089 hectáreas, de la Sucesión de E. Laplacette, y "Armando", con 7.087 hectáreas, de la Sucesión de Hernán Couget.
Cuando E. Laplacette compró esta propiedad, el factor determinante de la expansión de nuestro país fue responder a la demanda internacional de materias primas: carnes y cereales. Faltaba para lograr ese objetivo la instalación de un ramal ferroviario que conectara "La Margarita" y otras estancias de la región con el Puerto de Buenos Aires, donde se realizaban los embarques hacia Europa. Por ese motivo, la empresa Ferrocarril Buenos Aires al Pacífico construyó dicho ramal uniendo la estación Chacabuco con Germania, cruzando la estancia mencionada e instalando la estación Laplacette en campos de la sucesión de E. Laplacette.
Esta estación, ubicada en el kilómetro 67,500 del ramal mencionado, se denominó oficialmente con el nombre señalado por Resolución M ministerial del 26 de diciembre de 1908, habilitándose al servicio público el 8 de mayo de 1909.
Se cumplía así la política ferroviaria impuesta por los ingleses, instalando vías férreas que facilitaran el transporte de los productos exportables al puerto.
Dentro del establecimiento que hemos mencionado, la actividad más importante era la explotación pecuaria, pero también se producían cereales, con la modalidad del contrato de arriendo. Este sistema y el formidable crecimiento de la agricultura puso en un plano relevante la figura de un tipo de productor rural característico de la región pampeana, el "chacarero", básicamente agricultor-arrendatario, que empleaba su fuerza de trabajo y la de su familia.